# 观义镇
观义镇，是中华人民共和国四川省绵阳市梓潼县下辖的一个乡镇级行政单位。

## 行政区划
观义镇下辖以下地区：
红旗社区、池塘村、黄莲村、大垭村、瓦子村、朱砂村、高塔村、回銮村、双桥村、红柳村、石桥村和金银村。